# SEEDS OF HOPE
『SEEDS OF HOPE』（シーズ・オブ・ホープ）は、SiMの通算3枚目のアルバム（フルアルバムとしては2枚目）。2011年10月12日に発売された。

## 概要
前作『LIVING IN PAiN』から1年ぶりのリリース。

## 収録曲
全曲　作詞：MAH、作曲・編曲：SiM
1. KiLLiNG ME
  - アルバムのリード曲。
  - PVが製作されている。
2. SUCCUBUS
3. I HATE U (It's Not A Play On Words)
4. Misery
5. FiXiT
6. PUNK ROCK iZ COMING
7. On and On
8. I'm Alright
9. Fall In Love With You
10. Faster Than The Clock
11. Living Dead
12. DUBSOLUTiON #3
13. A SONG OF HOPE
14. Murderer (single ver.)

## カバー
- KiLLiNG ME
  - 燐舞曲［青柳椿（加藤里保菜）、月見山渚（大塚紗英）、矢野緋彩（もものはるな）、三宅葵依（つんこ）］ - SPACE SHOWER TVのYouTube公式チャンネルにカバーMVを投稿[1]、その後はiOS/Androidのミュージックモバイルゲーム『D4DJ Groovy Mix』に収録